# Bergwerksmaschinen Dietlas
Bergwerksmaschinen Dietlas war ein Unternehmen zur Herstellung von Bergbaumaschinen mit Sitz in Dietlas, einem Ortsteil der Krayenberggemeinde im Wartburgkreis in Thüringen.

## Geschichte
Die Firma Hasenclever aus Düsseldorf hatte ab 1939 auf der ab 1897 errichteten, 1905 in Betrieb genommenen und 1926 stillgelegten Kali-Schachtanlage der Wintershall AG in Dietlas Werkzeugmaschinen eingelagert und produziert. Am 11. März 1948 kaufte die SAG KALI das Werk für 1 Million RM als Mechanische Werkstatt Dietlas.
Als zu Beginn der 1960er Jahre die ostdeutsche Kaliindustrie auf hocheffiziente mobile Bergbaugroßgeräte in Form von Bohrwagen, Tiefschaufelfahrladern und Lastkraftwagen aus Importen aus Frankreich, der Bundesrepublik Deutschland und Schweden umgestellt wurde, wuchs die Forderung nach Produktionsmitteln aus der DDR-Produktion. Bergwerksmaschinen Dietlas wurde für die Entwicklung und Produktion der für die ostdeutsche Kaliindustrie benötigten untertägigen Bergbaugroßgeräte ausgewählt und mit großzügigen Investitionen ausgebaut. Ab 1968 entwickelte sich BWM Dietlas vom Klein- zum Mittelbetrieb. Die Gesamtbelegschaft wuchs in den Folgejahren auf etwa 600 Mitarbeiter.  Das Werk war an die Feldabahn angeschlossen.
Eine Besonderheit bei der Entwicklung der mobilen Großgeräte im BWM war die enge wissenschaftlich-technische Zusammenarbeit mit den Grubenbetrieben des Kombinates Kali. So entstanden in relativ kurzen Abständen neu entwickelte effektive Bergbaugeräte, die auf die Besonderheiten der Abbaubedingungen in den Kaligruben zugeschnitten waren. Neben den Bergbaugroßgeräten für die Gewinnung und Zwischenförderung von Kalirohsalz wurden Spezialfahrzeuge für die Rationalisierung der Hilfs- und Nebenprozesse entwickelt und gebaut. Beispiele sind das Sprenglochladefahrzeug, das Kranfahrzeug mit Bühne und das Beraubefahrzeug auf Basis des Schaufelladers zum Bereißen der Firste, eine Entwicklung, die die Firstsicherheit in den Gruben erheblich verbesserte und in den 1990er Jahren auch in den Kaligruben von K+S eingeführt wurde.
Bis 1990 wurden im volkseigenen Betrieb Bergwerksmaschinen Dietlas auf der Grundlage eigener Neuentwicklungen rund 1700 mobile Bergbaugeräte produziert. Mitte der 1980er Jahre wurden die produktionsmittelherstellenden Betriebe in der DDR staatlicherseits beauftragt, Konsumgüter herzustellen. Der VEB Bergwerksmaschinen Dietlas entwickelte und produzierte von 1988 bis 1990 im Rahmen der Konsumgüterproduktion in kleiner Stückzahl den Last-Zelt-Anhänger Rhön Universal.
Im Jahr 1990 wurde der VEB Bergwerksmaschinen Dietlas in eine GmbH umgewandelt. Diese wurde 1993 mit gleicher Firmierung privatisiert. Der bis dahin einzige Kundenstamm von BWM, die Kali- und Steinsalz-Unternehmen, inzwischen in der Mitteldeutschen Kali AG vereinigt, wurde stark reduziert. Nachstehende Gruben des ehemaligen Kombinates Kali wurden geschlossen: Das Kaliwerk in Merkers, eines der größten weltweit, die Grube in Springen, in Roßleben, in Sollstedt, in Bischofferode, in Volkenroda und in Bleicherode. Der Bedarf an Bergbaugeräten und deren Ersatzteilen sank damit drastisch und konnte die rund 500 Mitarbeiter im BWM Dietlas nicht mehr beschäftigen. Entlassungen von Mitarbeitern waren unvermeidbar.
Auf der Suche nach neuen Märkten wurde mit dem Gesellschafter aus Recklinghausen Zerkleinerungstechnik im Werk Dietlas entwickelt und produziert. Besonders die mobile Zerkleinerungstechnik passte in das Produktionsprogramm von BWM. Darüber hinaus wurden stationäre Brech- und Siebanlagen für Bauschutt bedarfsgerecht entwickelt und gebaut. Die Produktentwicklung und Marktgewinnung neuer Geräte und Anlagen benötigte hohe Investitionskosten, die nur durch Kredite gedeckt werden konnten. Als 1997 die Treuhandanstalt Berlin 4 Millionen DM fällig stellte, blieb der Bergwerksmaschinen Dietlas GmbH nur die Gesamtvollstreckung. Das Unternehmen wurde ohne Produktionsunterbrechung als „Bohr-, Transport- und Zerkleinerungstechnik GmbH Dietlas“ mit rund 150 Mitarbeitern fortgeführt.
Die Werksimmobilie in Dietlas war ursprünglich für ca. 500 Mitarbeiter in Entwicklung, Produktion, Vertrieb und Verwaltung ausgelegt. Mit der marktbedingten Verringerung der Mitarbeiterzahl musste auch die Immobilie angepasst werden. Im Jahr 2005 ging die Nachfolgefirma der BTZ GmbH Dietlas, die „Bohr- und Anlagentechnik GmbH“ in das Industriegebiet nach Merkers. In Dietlas blieb eine Industriebrache zurück, deren Abriss ab Juni 2013 vollzogen wurde. Heute befindet sich auf dem Gelände eine Photovoltaikanlage.

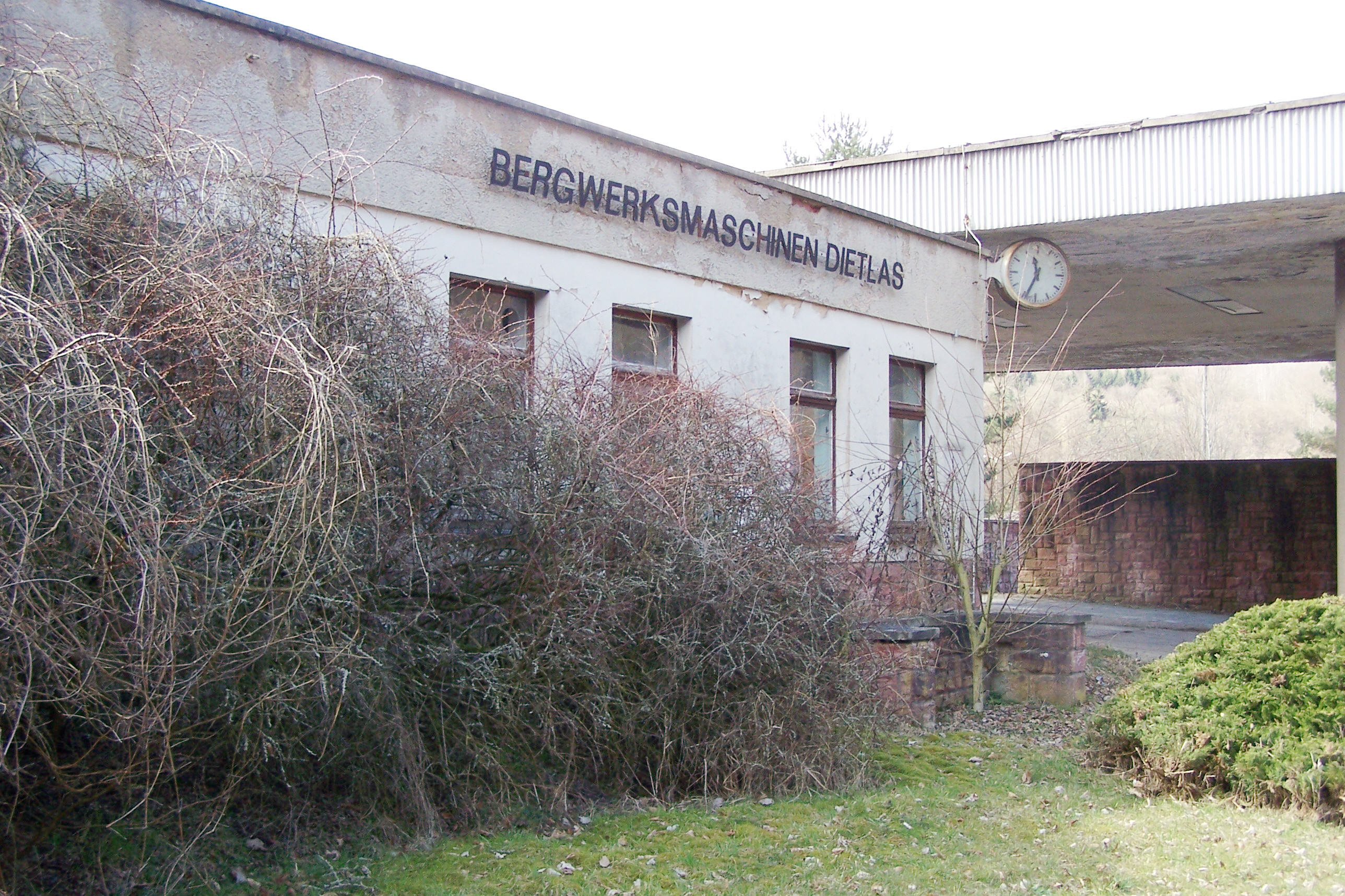
Das frühere Pförtnergebäude
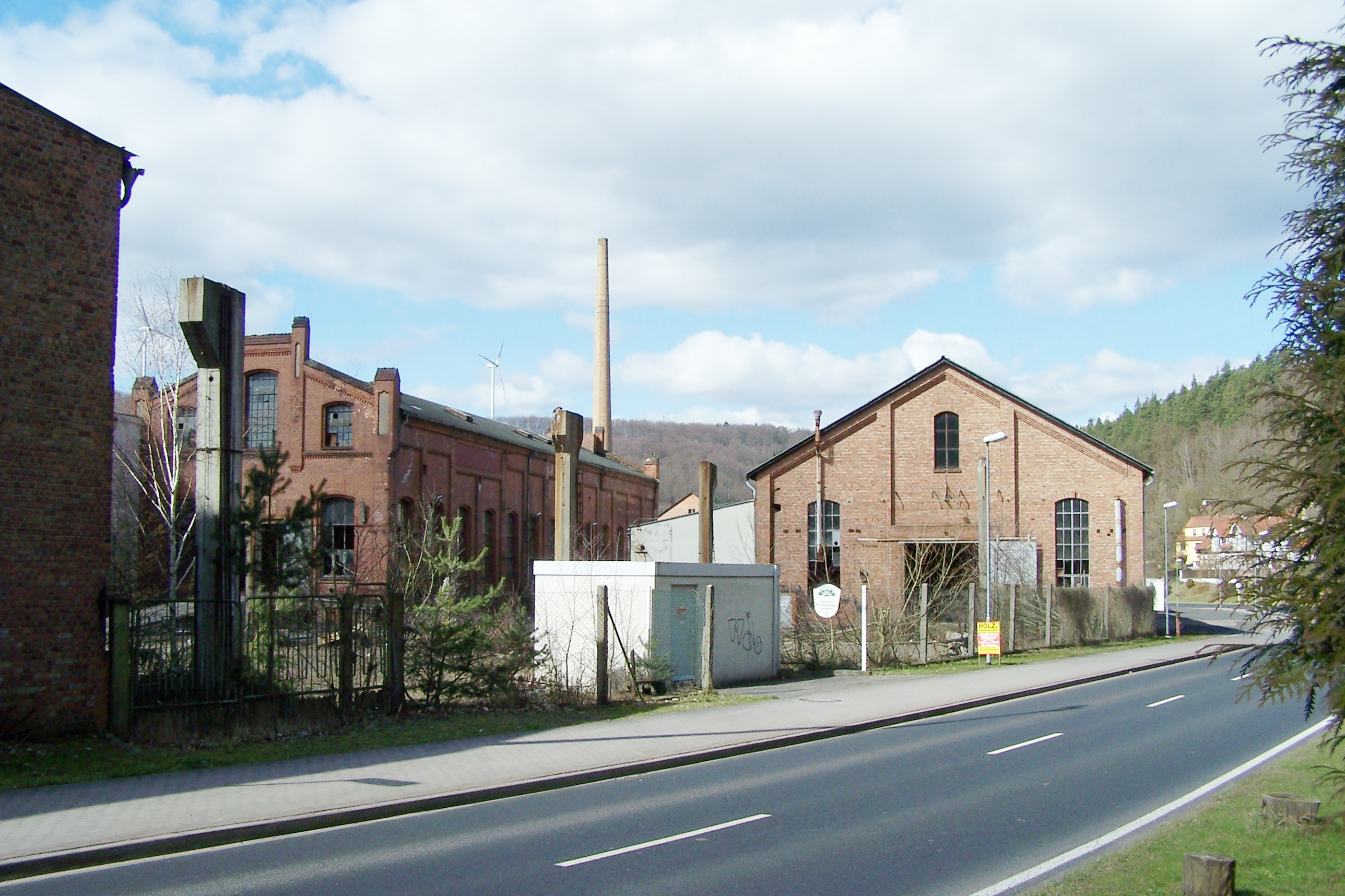
Gebäude aus Zeiten der Kaliförderung (um 1910)
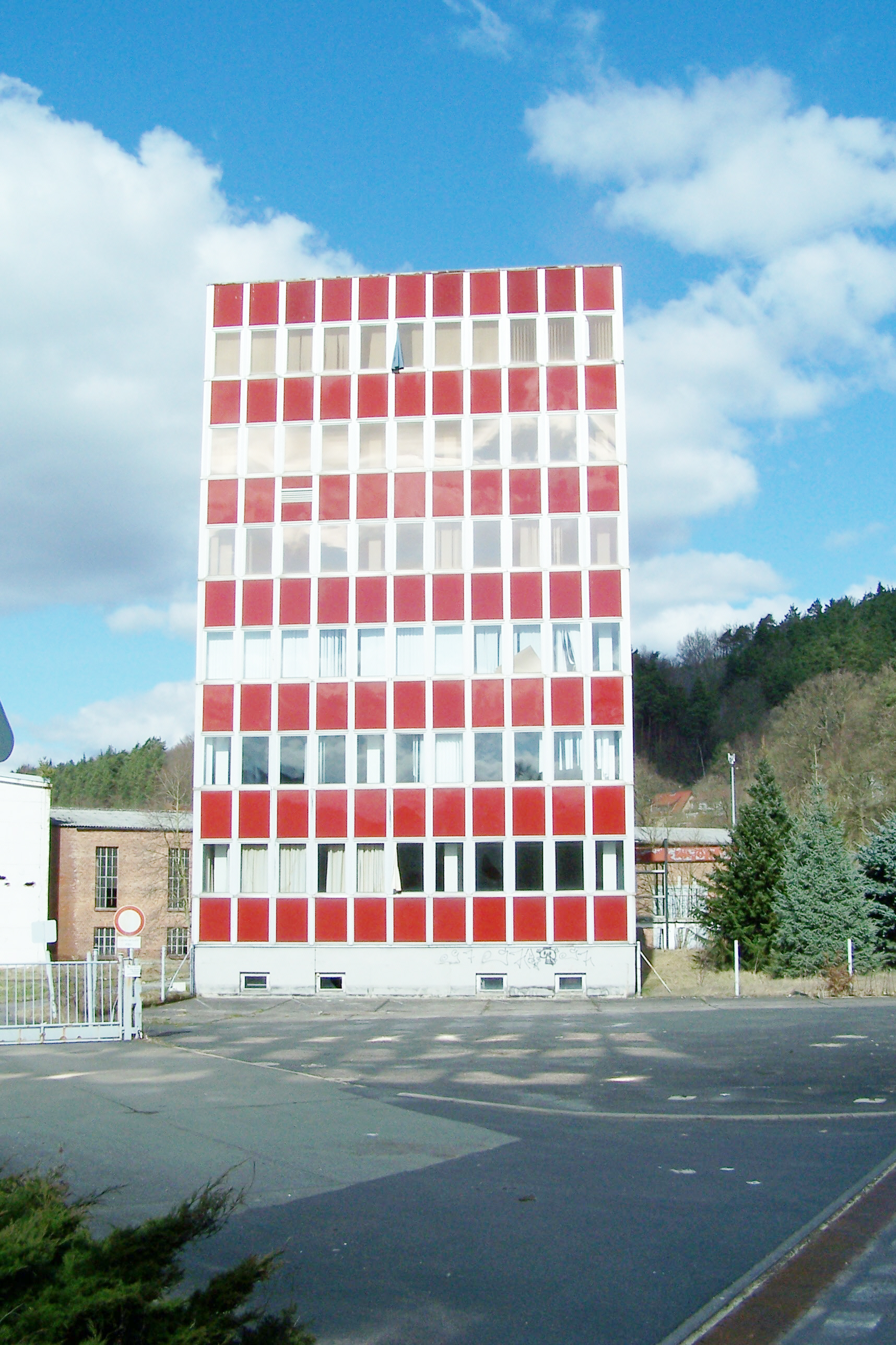
Verwaltungsgebäude des VEB Bergwerksmaschinen
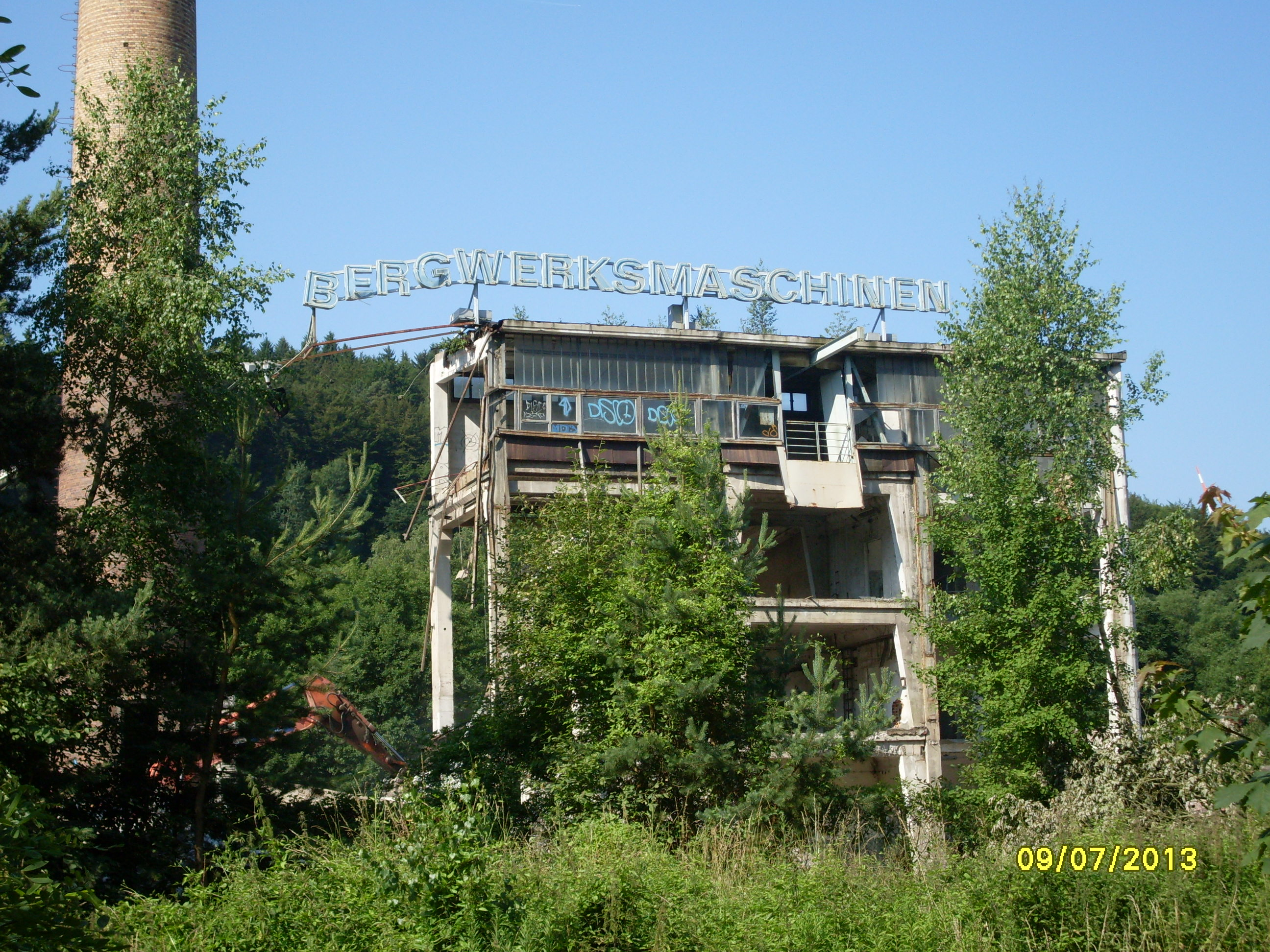
Abrissarbeiten am Werksgebäude, Juli 2013